# Vazzano
Vazzano – miejscowość i gmina we Włoszech, w regionie Kalabria, w prowincji Vibo Valentia.
Według danych na rok 2004 gminę zamieszkiwało 1229 osób, 64,7 os./km².